# Honduras aux Jeux olympiques de la jeunesse d'été de 2018
La participation de la Honduras  aux Jeux olympiques de la jeunesse d'été de 2018 a lieu du 6 au 18 octobre 2018, à Buenos Aires, en Argentine. Il s'agit de sa troisième participation aux Jeux olympiques de la jeunesse d'été.
Il s'agit de la première fois où le Honduras gagne une médaille en olympiade, y compris aux Jeux olympiques.

## Médaillés
| Médaille                            | Athlète        | Sport      | Épreuve                     | Date            |
| ----------------------------------- | -------------- | ---------- | --------------------------- | --------------- |
| Médaille de bronze, Jeux olympiques | Pedro Espinosa | Équitation | Saut d'obstacles individuel | 13 octobre 2018 |

## Sports en compétition

### Athlétisme
Pour un article plus général, voir Athlétisme aux Jeux olympiques de la jeunesse de 2018.
- Elvin Josue Canales, 800 m hommes : 15e

### Équitation
Pour un article plus général, voir Équitation aux Jeux olympiques de la jeunesse de 2018.
- Pedro Espinosa
  - Saut d'obstacles individuel  Bronze
  - Saut d'obstacles par équipe mixte :  Or avec l'équipe MIX North America

### Lutte
Pour un article plus général, voir Lutte aux Jeux olympiques de la jeunesse de 2018.
- Densel Jaffet de Jésus Valeiro, lutte gréco-romaine −45 kg : 6e

### Natation
Pour un article plus général, voir Natation aux Jeux olympiques de la jeunesse de 2018.
- Jennifer Ramirez
  - 800 m nage libre femmes  : 21e
  - 200 m papillon femmes : éliminée en série